# 71. пешадијска дивизија (Немачка)
71. немачка пешадијска дивизија Вермахта формирана је 26. августа 1938. у другом мобилизацијском таласу. Учествовала је у борбама на Западном фронту до јуна 1941, а затим на Источном фронту. Уништена је током Стаљинградске битке.
Поново је формирана марта 1943. у Данској. У августу 1943. ушла је у састав групе армија Б. У саставу II СС оклопног корпуса учествовала је у операцијама у Истри и западној Словенији током септембра, октобра и новембра 1943.
Дана 9. новембра 1943. дивизија је у свом саставу имала 15.898 војника и официра (423 официра, 2.531 подофицира и 12.944 војника)
Кад је наступила криза немачке одбране у Панонији након форсирања Дунава код Батине, дивизија је новембра 1944. заједно са 44. пешадијском дивизијом упућена у Барању у састав Друге оклопне армије. Учествовала је у офанзиви Фрилингсервахен марта 1945. У мају 1945. у Аустрији положила је оружје пред снагама Црвене армије.